# Хейки Ковалайнен
Хейки Ковалайнен (на фински език – Heikki Kovalainen) е финландски пилот от Формула 1. Дебютен сезон – 2007. Висок е 172 см и тежи 66 кг. Кара за отбора на Макларън-Мерцедес.

## Кариера
Започва кариерата си през 1991 г. в картинг сериите, които напуска чак през 1999 г. През 2000 г. става скандинавски шампион и печели Елф Мастерс. Същата година е избран за Пилот на годината във Финландия.
Състезателната си кариера започва в британската Формула Рено през 2000 г. Завършва сезона на 4-то място с две победи, два полпозишъна и три най-бързи обиколки. С тези си постижения печели наградата „Новобранец на сезона“.
През 2002 г. се мести в британската Формула 3, където се състезава за използващия двигатели на Рено тим на Фортек. Печели всичките си 5 победи в последните девет състезания. Освен това има три пол-позишъна и три най-бързи обиколки, с което завършва на трето място в крайното класиране като и тук печели наградата „Новобранец на сезона“.
През 2003 е в Световните серии на Нисан. Шампионатът е собственост на Рено, като и тук Хейки блести. Печели само едно състезание в дебютния си сезон, но още през следващата година печели титлата след 6 победи и общо 192 т. в крайното класиране.
През 2004 г. взема участие в известното шоу „Състезание на шампионите“ на Стад де Франс в Париж. Там той взема трофея Шампион на шампионите. В полуфинала побеждава великия Михаел Шумахер, а на финала надделява над Себастиян Льоб, въпреки че преди това Хейки никога не се е качвал в рали кола.
Следващата година отново участва в „Състезание на шампионите“, но този път отпада на полуфиналите от Том Кристенсен. През 2006 в същата надпревара е елиминиран пак на полуфинала, но от Матиас Екстрьом.
През 2005 г. Ковалайнен е част от новите серии GP2 с тима на Арден Интернейшънъл. Той печели дебютното състезание на шампионата, завоюва общо 5 победи, 2 пол-позишъна и 105 точки, но остава втори в крайното класиране след Нико Розберг.
Първият допир на Хейки Ковалайнен с Формула 1 е през декември 2003 г., когато заедно с Франк Монтани и Хосе Мария Лопес тества в Барселона болида на Рено – R23B. Ковалайнен също е тествал и за Минарди. За негово съжаление обаче от Рено правят Франк Монтани титулярен тест-пилот на тима. През 2006 г. обаче заема неговото място в Рено и изминава над 23 000 км в тестване на болида.
След преминаването на световния шампион Фернандо Алонсо в Макларън-Мерцедес се отваря вратата за Хеки Ковалайнен като титулярен пилот на тима. Дебютира във Формула 1 през 2007 г. в Австралия, но представянето му е разочароващо. Прави общо 7 грешки по време на състезанието и в крайна сметка финишира едва 10-и. Босът му Флавио Бриаторе заявява след състезанието, че е изключително недоволен от представянето на финландеца, но изразява надежда, че още в следващото състезание ще види истинския Хейки. Още следващото състезание в Малайзия Хейки печели първата си точка във Формула 1. В шестия кръг в Канада малко не му стига да се качи на подиума. В 8 от следващите 9 състезания обаче печели точки. В 15-ия кръг в Япония печели първия си подиум като завършва втори. Едва в последното състезание в Бразилия Ковалайнен не успява да финишира. С 30-те си спечелени точки в първия си сезон заема 7-о място в крайното класиране. След като Рено взема Фернандо Алонсо в края на 2007 г., Ковалайнен става ненужен в тима. На 14 декември 2007 г. младият финландец подписва двегодишен договор с Макларън-Мерцедес.

## Резултати
| Сезон | Отбор             | Шаси                    | Двигател                      | 1      | 2     | 3     | 4     | 5      | 6     | 7     | 8      | 9     | 10    | 11    | 12    | 13    | 14    | 15    | 16    | 17      | 18  | Класиране | Точки |
| ----- | ----------------- | ----------------------- | ----------------------------- | ------ | ----- | ----- | ----- | ------ | ----- | ----- | ------ | ----- | ----- | ----- | ----- | ----- | ----- | ----- | ----- | ------- | --- | --------- | ----- |
| 2007  | ING Рено          | Рено R27                | Рено RS27 2.4 V8              | АВС 10 | МАЛ 8 | БХР 9 | ИСП 7 | МОН 13 | КАН 4 | САЩ 5 | ФРА 15 | ВБР 7 | ЕВР 8 | УНГ 8 | ТУР 6 | ИТА 7 | БЕЛ 8 | ЯПО 2 | КИТ 9 | БРА Ret | 7-и | 30        |       |
| 2008  | Макларън-Мерцедес | Макларън-Мерцедес MP4-2 | Макларън-Мерцедес RS27 2.4 V8 | АВС 5  | МАЛ 3 | БХР   | ИСП   | ТУР    | МОН   | КАН   | ФРА    | ВБР   | ГЕР   | УНГ   | ЕВР   | БЕЛ   | ИТА   | СИН   | ЯПО   | КИТ     | БРА | 4-ти      | 10    |

## Галерия
- 2006 Ковалайнен като тест-пилот на Рено във Валенсия
- 2007 Ковалайнен при дебюта си във Формула 1 в Австралия
- 2007 Тестове на Монца
- Ковалайнен кара болида на Макларън MP4-23